# Гамбія
Республіка Гамбія (англ. Republic of The Gambia) — незалежна держава в Західній Африці. Площа країни — 10 689 км² (159-те місце у світі). Банжул  — столиця, Серекунда — найбільше місто країни.

## Географія

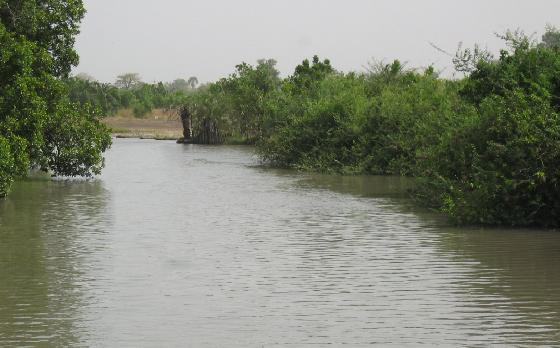
Мангрові ліси вздовж річки Гамбії

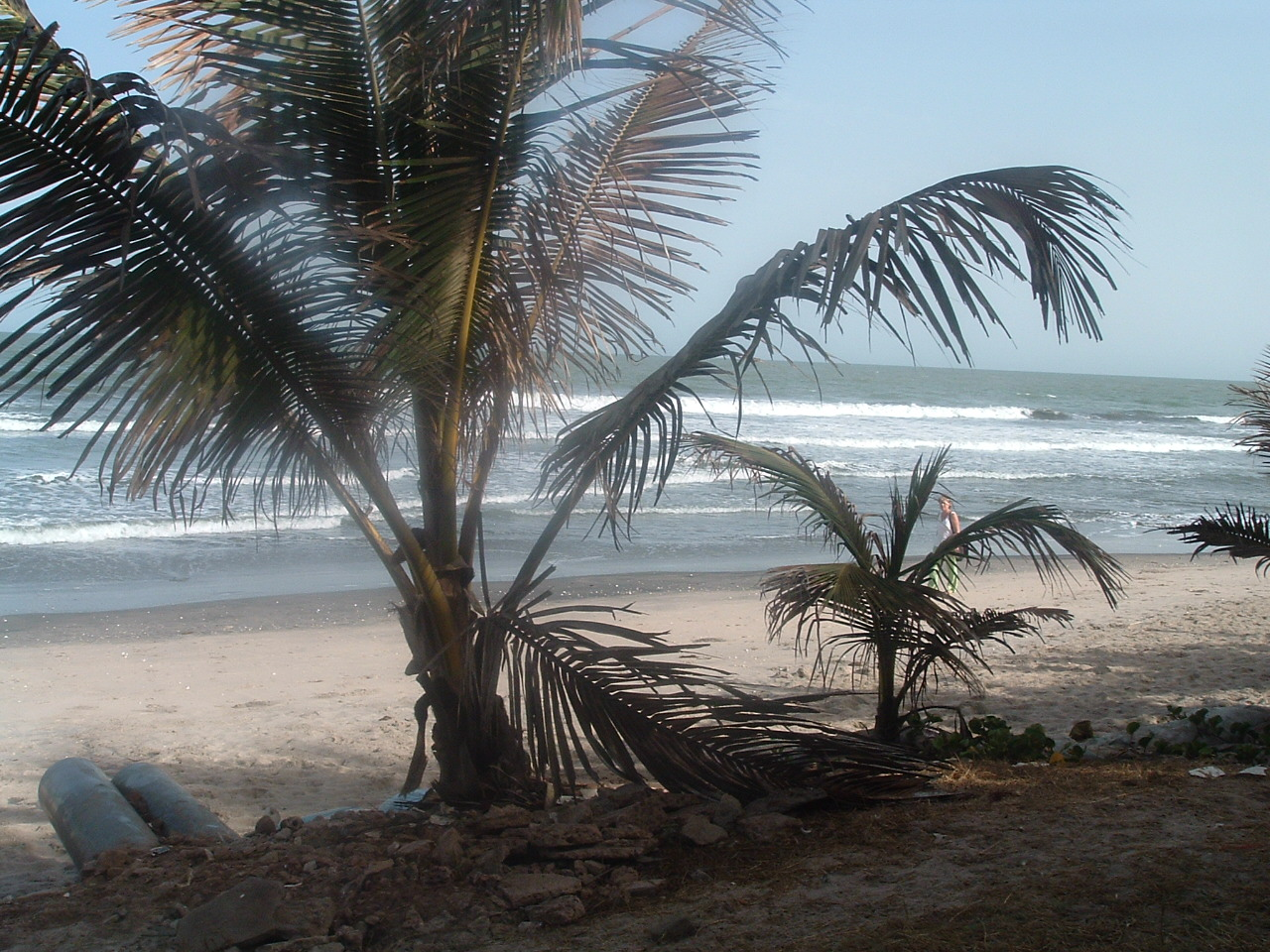
Пляж біля Фаджари

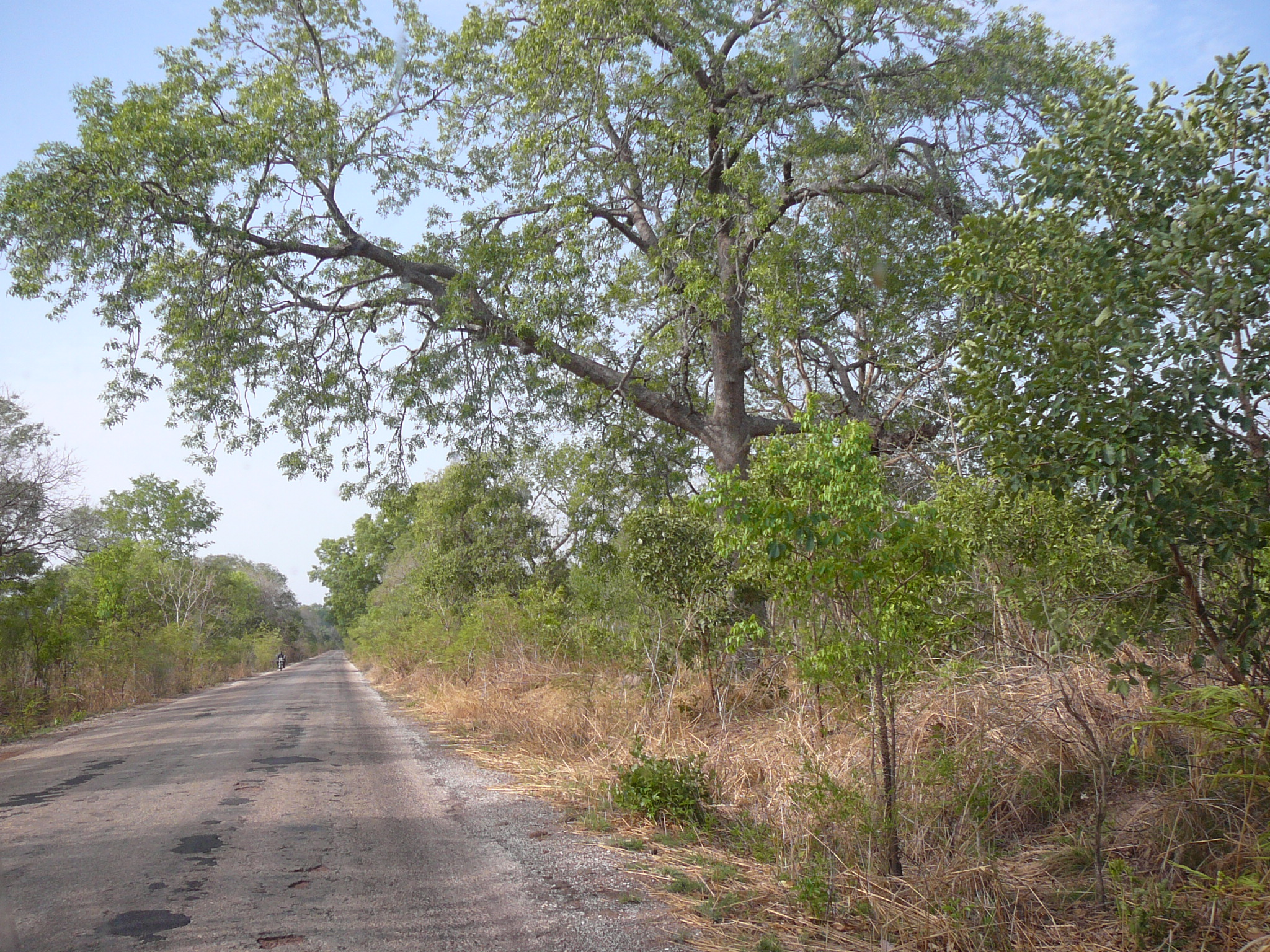
Заказник Мутаро Кунда

Гамбія розташована в Західній Африці, по обидва боки річки Гамбія. Територія країни завдовжки 290 км, завширшки від 20 до 28 км. Гамбія — напіванклав, на півночі, сході й півдні межує із Сенегалом (спільний кордон — 740 км). На заході, у районі гирла річки Гамбія, омивається водами Атлантичного океану, берегова лінія — 80 км.

### Геологія
У цілому країна бідна на корисні копалини. Великі запаси кварцового піску, яких достатньо для виробництва скла знайдені в Абуо, Бруфуті, Дарсіламі (Західний район), Мбанкаме і Бакендіке (район Північний Берег) та Каїафе (район Нижня Річка). Уряд шукає інвесторів для розробки цих родовищ. На узбережжі океану так званий «чорний» пісок містить ільменіт, рутил і цирконій. Запаси вказаних мінералів після зняття 1 % шару ґрунту оцінюються у 995 000 т. На сьогоднішній час залучаються іноземні інвестори для подальшої розробки.

### Клімат
Клімат екваторіальний мусонний із різко вираженими дощовим літнім (з червня по жовтень) і сухим зимовим (з листопада по травень) сезонами. Дощовий сезон найсприятливіший для сільськогосподарських робіт. Середня річна кількість опадів від 750 мм у внутрішніх районах до 1525 мм на океанічному узбережжі. Середні температури липня — 27 °C, грудня — 25 °C.
З листопада по березень із пустелі Сахари віє гарячий вітер харматан, що несе хмари пилу. Під його впливом денні температури у внутрішніх районах часто перевищують 38 °C, однак нічні часто нижчі, ніж у прибережних районах.

### Річкова мережа
Через всю територію зі сходу на захід протікає річка Гамбія, яка бере початок у горах Фута-Джаллон на території Гвінеї. Ріка проклала своє меандруюче русло через плоску низовинну рівнину, що має максимальну висоту на сході (53 м). У районі мису Сент-Мері Гамбія впадає в Атлантичний океан. На відміну від більшості річок Африки, естуарій ріки Гамбії вільний від піщаних барів, і судна можуть входити в нього у будь-який час року. У районі Банжула естуарій звужується, утворюючи чудову захищену гавань. Океанські судна можуть підніматися вгору за течією на відстань 240 км аж до Кунтаура, невеликі ж судна здатні піднятися вгору по річці ще на 225 км.
Уздовж перших 130 км від узбережжя океану р. Гамбія має пологі береги, вкриті мангровими чагарниками. Далі, вище за течією, розташовуються землі, що затоплюються і придатні переважно для вирощування рису. Злегка підняті та досить пласкі ділянки на обох берегах характеризуються легкими піщаними ґрунтами, придатними для вирощування арахісу і таких зернових культур, як просо і сорго. У верхній течії річки береги високі, а перепад рівня води залежно від сезону може складати до 9 м.

### Ґрунти й рослинний покрив
У рослинному покрові переважають типові високотравні савани з акаціями і баобабами. У долині р. Гамбія місцями збереглися вічнозелені тропічні ліси, а в естуарії — мангрова рослинність. Інтенсивне розчищення площ під ріллю призвело до знищення первинного деревного покриву. За рішенням уряду деякі ділянки савани оголошено заповідними, і на їх території здійснюється додаткове насадження дерев.

### Тваринний світ
Тваринний світ небагатий, але характеризується різноманітністю пернатих. Типовими представниками тваринного світу є мавпи, бабуїни, дикі свині та різноманітні види антилоп. У заболочених місцях у районі середньої течії р. Гамбія зустрічаються бегемоти, а в глухих водоймищах водяться крокодили. Невеликий заповідник створено в Абуко. Орнітофауна (понад 400 видів птахів) — болотяні чаплі, гвінейські франколіни, голуби, ткачики, золоті вивільги, куріпки, цесарки тощо. Багато комах: у долині р. Гамбія — малярійні комарі та різноманітні москіти, у саванах поширені мурахи, мухи, терміти і бджоли, на сході країни — муха цеце. Прибережні води океану і річка Гамбія багаті на рибу, багато видів якої мають промислове значення.

## Історія

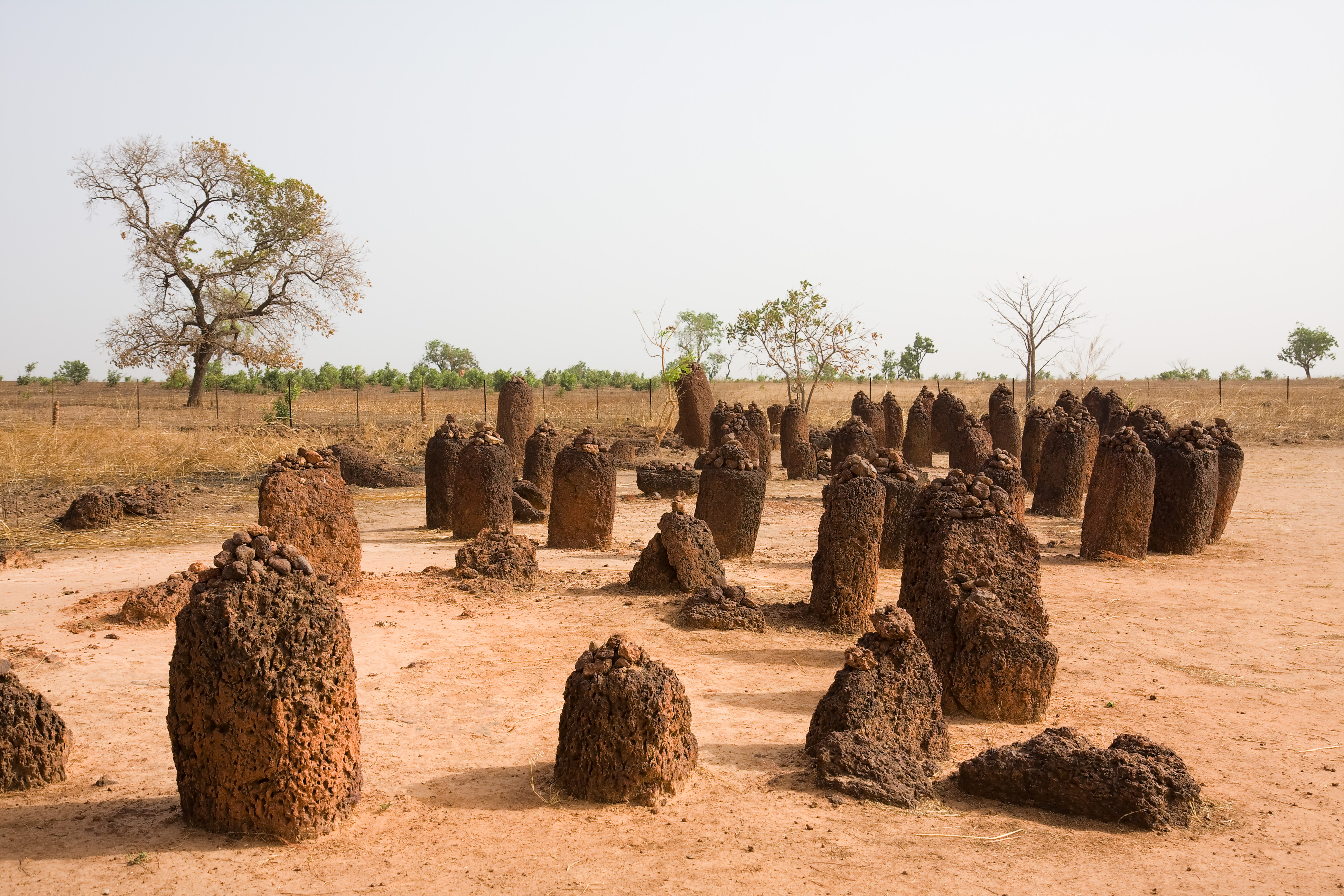
Мегаліти Васу

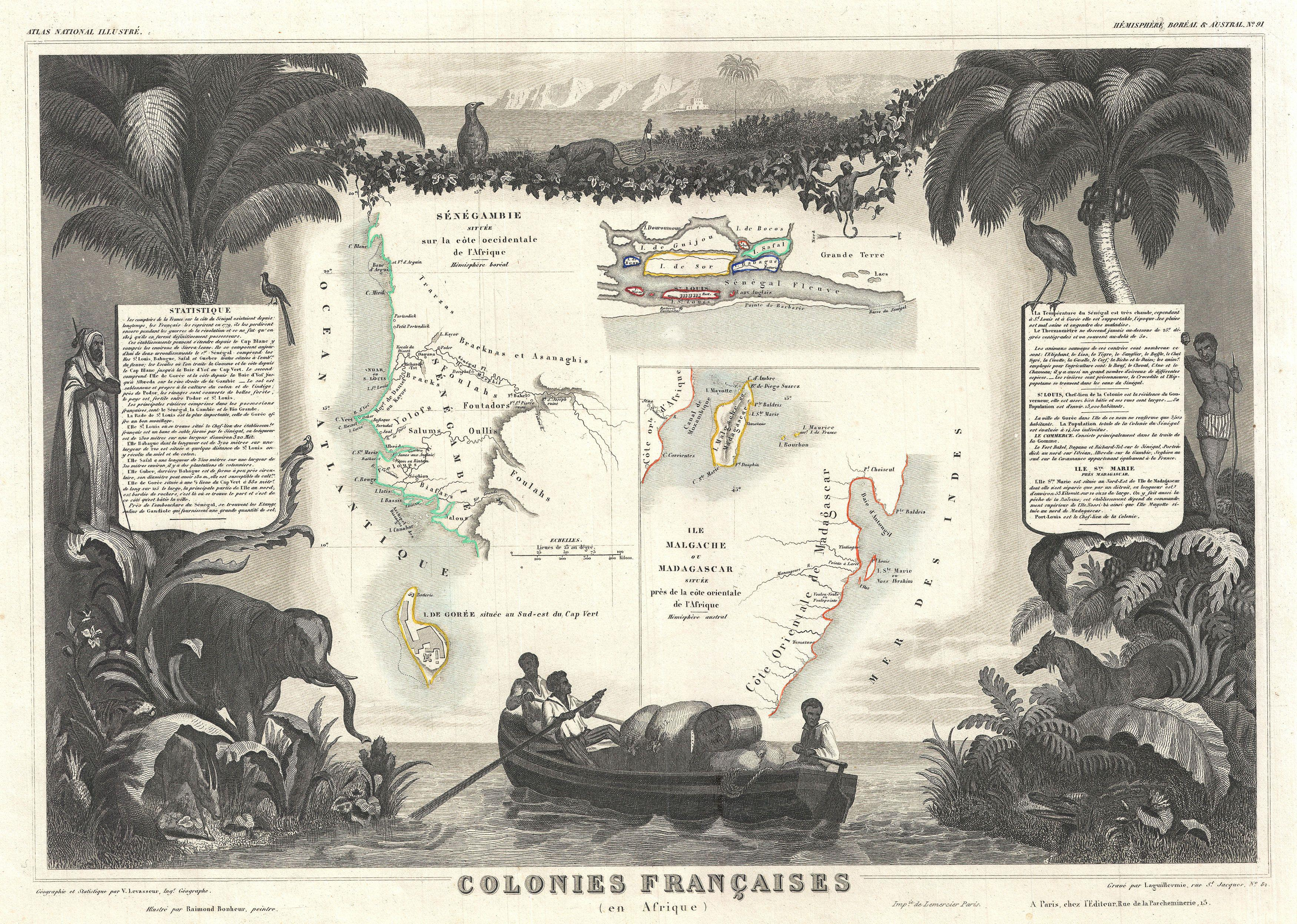
Мапа Сенегамбії та Мадагаскару (1848)

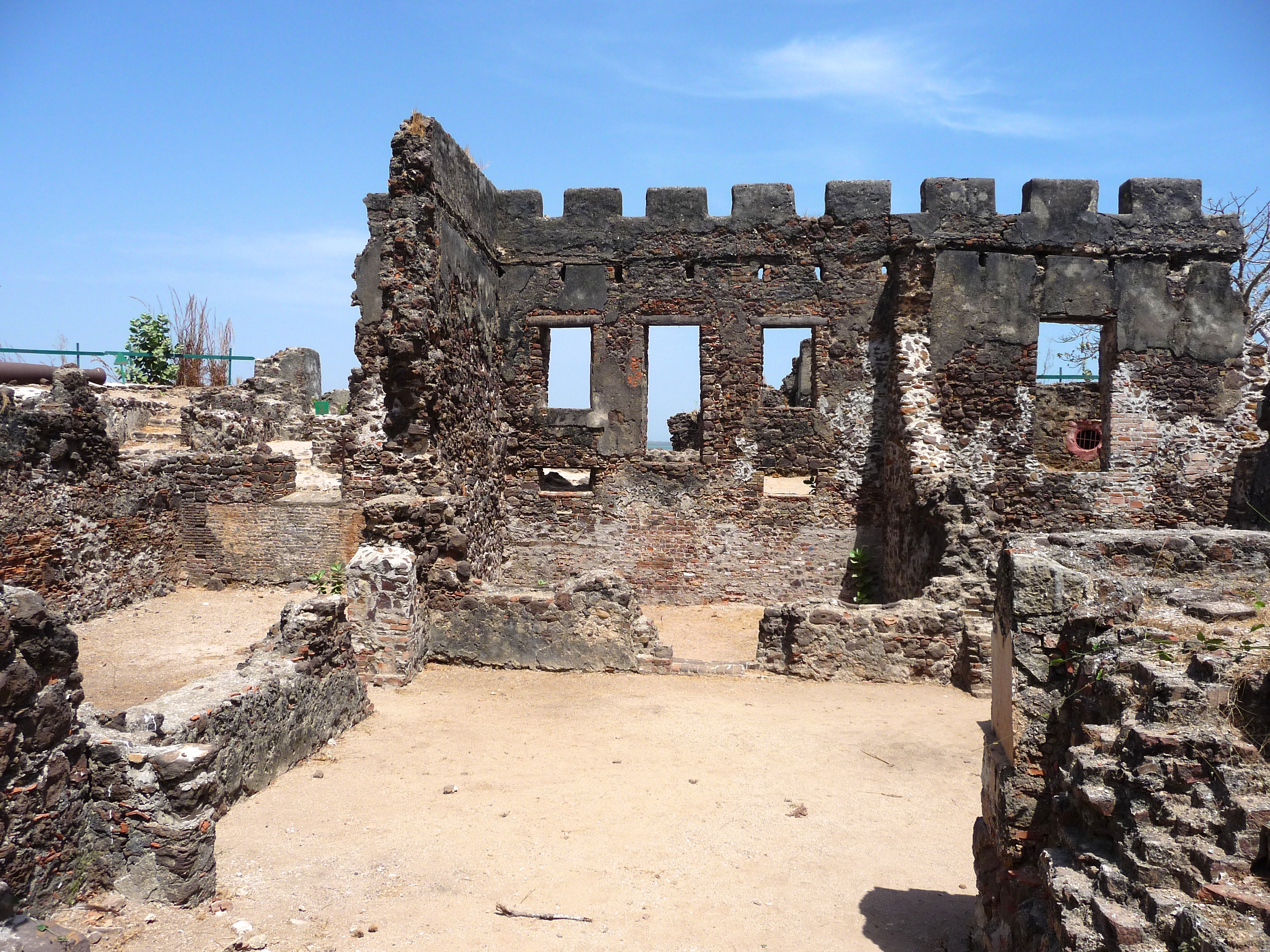
Руїни Форту Джеймса (2010)

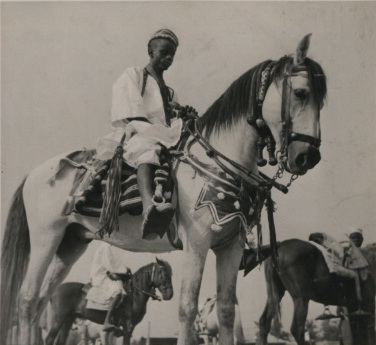
Військовий британської армії

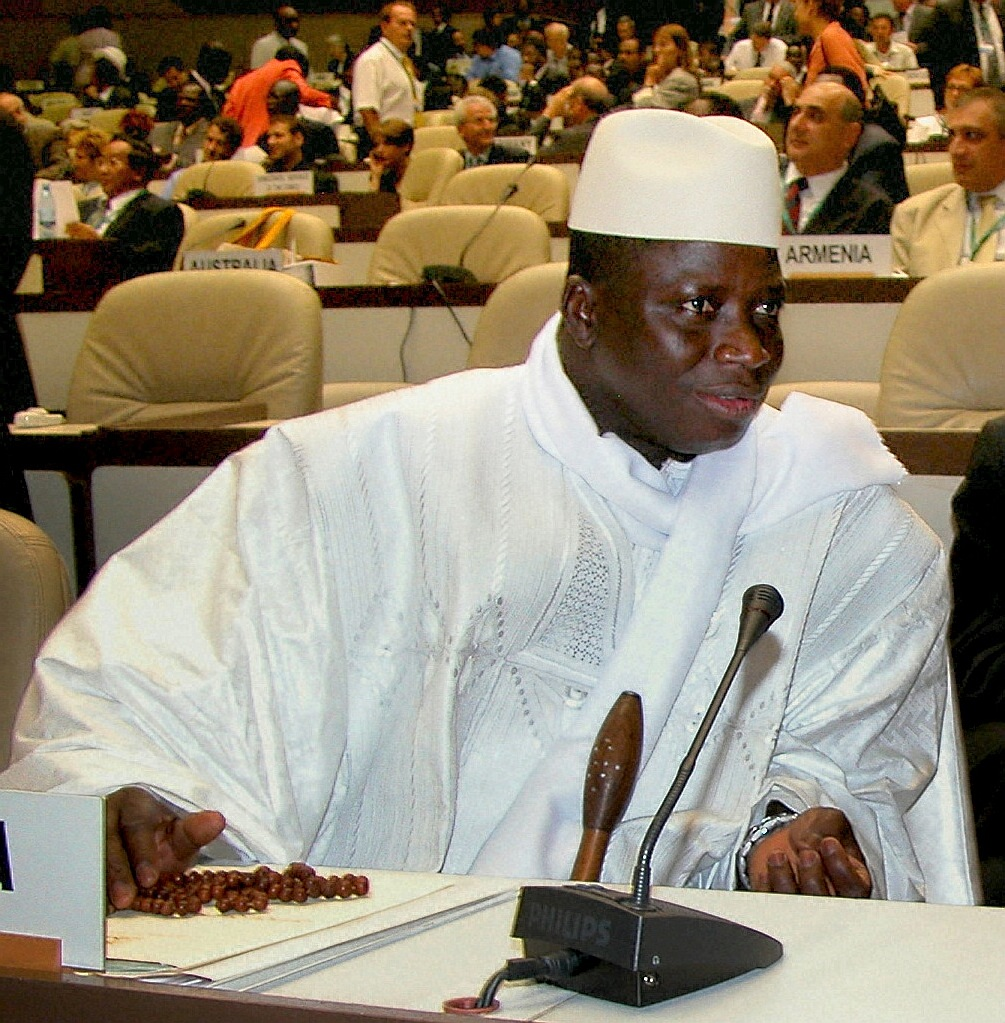
Президент Гамбії Ях'я Джамме

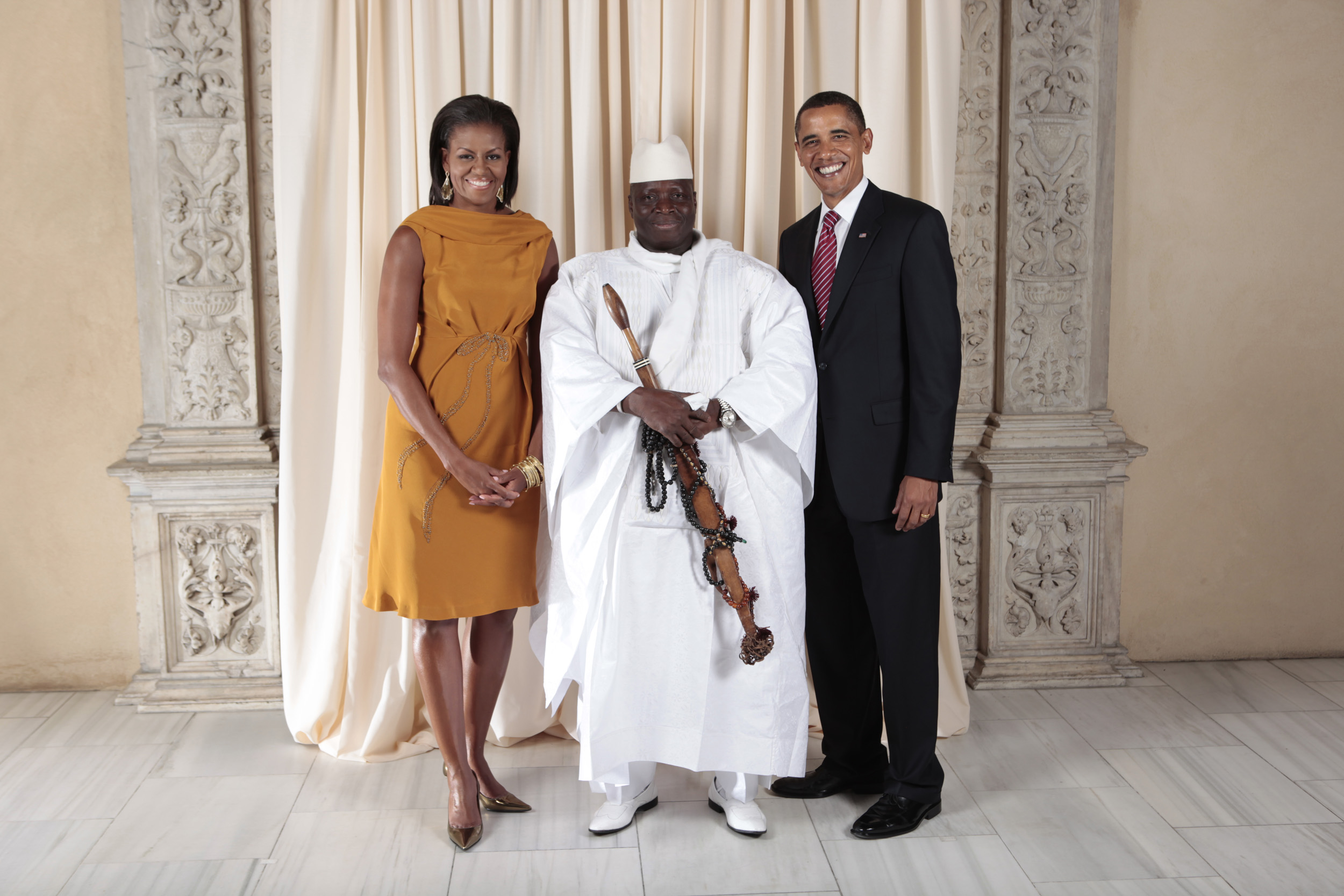
Ях'я Джамме з Мішель та Бараком Обамою

### Давня історія
Про давнє заселення території Гамбії свідчать знахідки кам'яних сокир і керамічних виробів у районі Банжула. Залишки поселень із каменю у верхів'ях р. Гамбія, за результатами радіовуглецевого аналізу, відносяться приблизно до 750 року н. е.

### Європейці у Гамбії
У середині XV століття португальські мореплавці, які піднялися вгору по р. Гамбії, знайшли людей племен мандінка і волоф у місцях їх сучасного мешкання. Перші португальські торговці були асимільовані місцевим населенням. У 1588—1765 роках на узбережжі Західної Африки діяли британські компанії. У 1621 році один із торговців, Річард Джобсон, описав життя скотоводів-фульбе та їх взаємовідносини з мандінка.
Впродовж XVII—XVIII століть боротьбу за контроль над р. Гамбією вели британці, які закріпилися приблизно за 30 км вгору від гирла річки у форті Сент-Джеймс, і французи, які створили на північному березі опорний пункт — форт Альбреда. І тих і інших цікавили головним чином работоргівля і потенційні родовища золота. У 1783 році англійцям вдалося витіснити французів із району річки Сенегал. Так утворилася нова колонія Сенегамбія, яка існувала до 1783 року. За Версальським договором 1783 року, Франція відмовилася від претензій на території вздовж р. Гамбія в обмін на частину Сенегалу, зберігши тільки свій аванпост Альбреду.
Після заборони работоргівлі в 1807 році британці взяли під свій контроль всі торговельні угоди в цьому районі, а у 1816 у гирлі р. Гамбії заснували пост, який згодом перетворився у містечко Батерст, перейменоване у 1973 році у Банжул. У 1829 році з'являються перші торговельні угоди з продажу арахісу. У 1851 році він становив 72 % всього обсягу експорту. Зростанню торгівлі та розвитку сільського господарства заважали постійні озброєні зіткнення між язичниками сонінке і мусульманами-марабутами. Щоб створити сприятливі умови для ведення торгівлі та перешкодити поширенню французького впливу, британці скуповували у місцевих вождів невеликі території. Прикладами таких угод можуть бути придбання «відданої милі» на північному березі р. Гамбії в 1826 році і земельної ділянки на південному березі в 1840 році. Британці також підписали з вождями договори, відповідно до яких останні погоджувалися на британський протекторат. У 1857 році в ході обміну колоніальними володіннями французи передали британцям Альбреду.
Віддаленість Батерста від основних центрів работоргівлі та відсутність у Великої Британії чітко виражених економічних інтересів у цьому регіоні обумовили досить млявий характер британської політики. У 1821 році Гамбію було передано під владу британського губернатора Сьєрра-Леоне. У 1843 році Гамбія виділилася в окрему колонію на чолі з губернатором, а в 1866 знов була об'єднана з Сьєрра-Леоне. У 1888 році Гамбію було остаточно перетворено на самостійну колонію. У 1889 за англо-французькою угодою було визначено сучасні кордони Гамбії. До власне колонії («коронної колонії», якою керував британський губернатор) входили лише Батерст і прилеглий район Комбо. На іншій території Гамбії в 1894—1902 роках було створено протекторат і введено систему непрямого управління, коли місцевих вождів контролювали представники британської колоніальної адміністрації, які періодично навідувалися.
Після Другої світової війни в Гамбії розпочалися реформи, спрямовані на поступове збільшення представництва місцевого населення в органах колоніальної влади. Конституція 1954 року передбачала надання виборчого права дорослому населенню колонії та призначення міністрів-гамбійців для спільної роботи з британськими чиновниками в колоніальній адміністрації. Населення тієї частини Гамбії, яка мала статус протекторату, уперше отримало право обирати своїх представників до Законодавчої ради. За конституцією 1960 року, загальне виборче право поширювалося на населення протекторату, законодавчий орган було перейменовано у Палату представників, а його склад розширено. На виборах 1962 року значну більшість місць здобула Народна прогресивна партія (НПП), її лідер Дауда Джавара став першим прем'єр-міністром країни. У 1963 році у Гамбії було введено внутрішнє самоврядування.

### Незалежна Гамбія
18 лютого 1965 року Гамбія стала незалежною державою. У результаті референдуму 24 квітня 1970 року країну було проголошено республікою, її першим президентом було обрано Д. Джавару. У липні 1981 за допомогою сенегальських військ було придушено спробу державного перевороту. У 1982 році набрала чинності угода про створення конфедерації Сенегамбія (при збереженні в Гамбії власного парламенту, уряду, зовнішньополітичної і фінансової самостійності). Передбачалися координація зовнішньополітичних акцій, транспортної політики і об'єднання збройних сил та сил безпеки двох країн. Після вимоги гамбійської сторони посилити свою роль у діяльності вищих органів Сенегамбії конфедерація розпалася в 1989 році. У наступні роки відносини між Гамбією та Сенегалом залишалися напруженими. У 1993 році Сенегал закрив кордон із Гамбією.
У 1982 році у Гамбії пройшли перші прямі демократичні президентські вибори, на яких Д. Джавара одержав підтримку 72 % виборців. На виборах 1992 року він був переобраний, отримавши 58 % голосів. Д. Джавару було усунуто від влади у 1994 внаслідок безкровного перевороту, здійсненого групою армійських офіцерів, які проголосили себе Тимчасовою правлячою радою збройних сил (ТПРЗС). Керівник перевороту лейтенант Ях'я Джамме оголосив себе главою держави і сформував уряд із військових і цивільних осіб. ТПРЗС обіцяла відновити цивільне правління в країні до грудня 1998 року.
На референдумі 1996 року близько 70 % гамбійських виборців схвалили нову конституцію. У вересні 1996 року було проведено президентські вибори, до участі в яких було допущено тільки частину політичних партій. Перед висуненням своєї кандидатури на пост президента Я. Джамме сформував власну політичну партію — Альянс за патріотичну орієнтацію і творення. Для виконання положень нової конституції він звільнився із збройних сил. Багато відомих політичних особистостей часів правління Джавари не були допущені до участі у виборах. Близько 55 % голосів виборців забезпечили Джаммі переобрання на новий термін. На парламентських виборах у січні 1997 року вражаючу перемогу здобула партія президента.
Міжнародне співтовариство не раз виявляло занепокоєння порушенням прав людини в Гамбії за режиму Джамме. Співдружність, що об'єднує колишні колонії Великої Британії, поставила під сумнів чесність і справедливість проведених у 1996 і 1997 роках виборів.
На парламентських виборах, що відбулися 2 січня 1997 року, переконливу перемогу здобула партія президента — «Альянс за патріотичну переорієнтацію і творення» (АППТ), — яка отримала в Національному зібранні 28 місць. У парламент було обрано також двох незалежних кандидатів. З середини 1998 року у країні стала здійснюватися програма прискореної структурної перебудови, спонсорованої МВФ і розрахованої на термін до 2000 року. Головною метою програми був подальший розвиток приватного сектора економіки. Її реалізація привела до деякого оздоровлення економіки Гамбії, зростання ВВП у 2000 становило 5,6 %.
На президентських виборах 18 жовтня 2001 р. з п'яти кандидатів перемогу здобув Я. Джамме, за якого проголосували 242,3 тис. виборців (52,84 %). 32,59 % голосів (149,45 тис. виборців) отримав У. Дарбо — єдиний кандидат від коаліції, у яку об'єдналися «Народна прогресивна партія», «Об'єднана демократична партія» і «Народна партія Гамбії». На виборах до Національної асамблеї, що відбулися 17 січня 2002 р., переконливу перемогу здобув «Альянс за патріотичну переорієнтацію і творення», який отримав у парламенті 45 із 48 місць.
У 2003 році в країні розпочато проведення антикорупційної кампанії. Усередині 2005 року в спеціально створеній комісії з розслідування законності грошових коштів, власності та діяльності державних посадових осіб були заслухані справи 135 чиновників. Опозиція звинуватила уряд у спробах обмежити свободу незалежних ЗМІ, що висвітлюють хід кампанії.
2 квітня 2004 р. створено нову політичну організацію — «Гамбійська партія за демократію і прогрес» на чолі з Г. Гомесом.
Після чергових виборів, на яких діючий президент Ях'я Джамме програв Адама Берроу, у країні розпочалася криза влади. 19 січня 2017 року Сенегал розпочав інтервенцію до Гамбії. Адама Берроу був інагурований у сусідньому Сенегалі.

### Судова влада

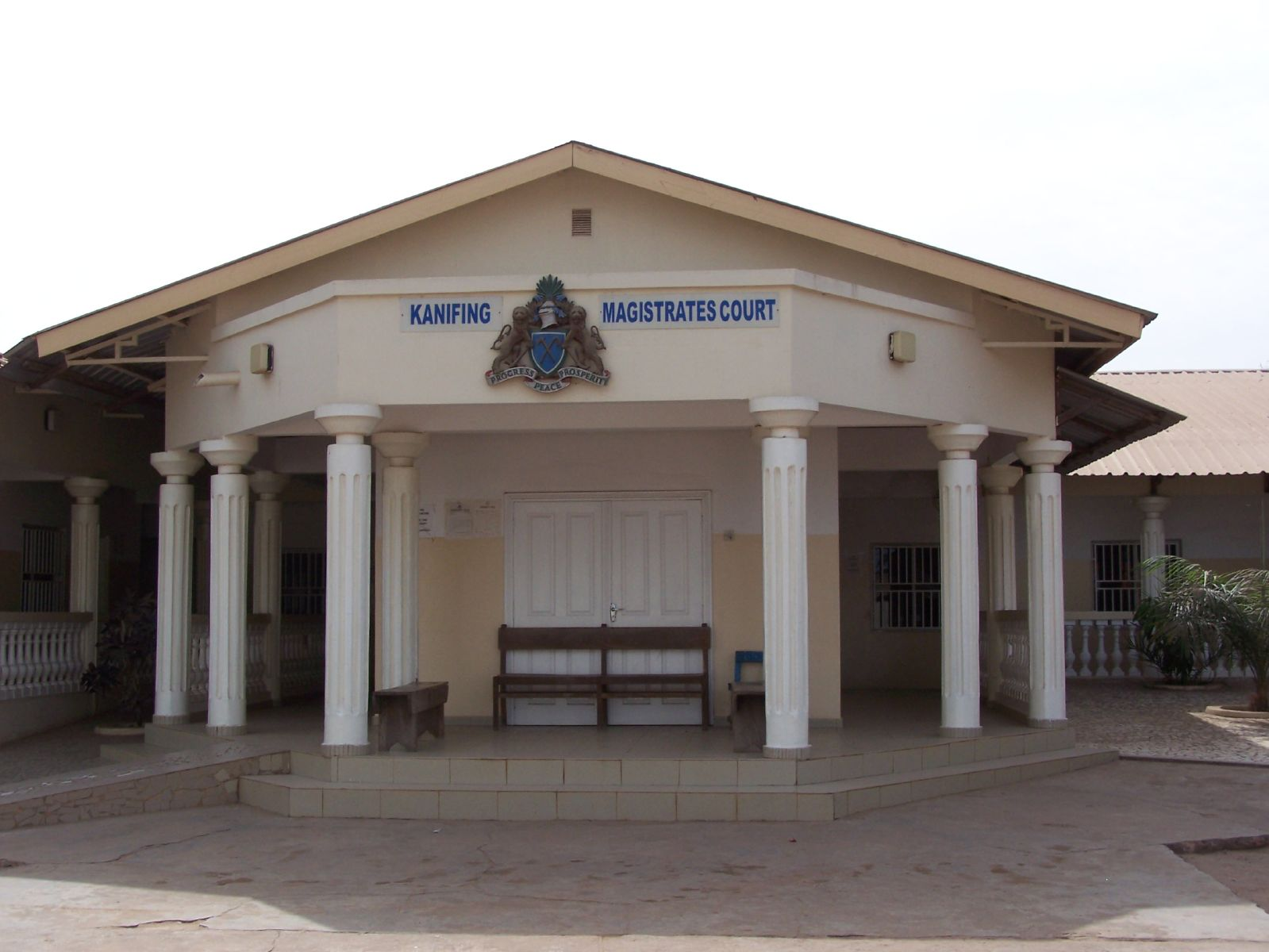
Магістратський суд у Банжулі

## Політична система
Гамбія за формою правління є президентською республікою, глава держави — президент. Державний устрій — унітарна держава. Діє конституція, схвалена на референдумі 8 серпня 1996 року і яка набрала чинності 16 січня 1997 року.
Президент обирається на загальних прямих виборах строком на 5 років і може переобиратися неодноразово. Президент є верховним головнокомандувачем збройними силами. Президентом Республіки Гамбія до 2 грудня 2016 року був Ях'я Джамме (англ. Yahya Jammeh), переобраний 24 листопада 2011 року. На посаді президента з липня 1994 року. Внаслідок проведених виборів 2016 року Ях'я Джамме програв лідеру опозиції Адаму Барроу. Але через тиждень від оголошення результату виборів діючий президент Ях'я Джамме заявив, що не піде з посади, адже під час виборів були численні порушення, тому він вимагає проведення перевиборів.
Виконавча влада здійснюється президентом і урядом. Уряд сформовано 21 липня 2010 року. Глава уряду до виборів президента Гамбії у 2016 році був президент Республіки Гамбія, міністр оборони та сільського господарства — Ях'я Джамме.

### Парламент
Законодавчий орган — Національне зібрання Гамбії, яке складається з 53 депутатів, з яких 48 обираються населенням шляхом загальних прямих виборів, 5 — призначаються президентом. Строк повноважень парламенту — 5 років. Національна асамблея обрана 25 січня 2007 року. Голова Національної асамблеї — Абдулі Боджанг (англ. Abdoulie Bojang).

#### Політичні партії
- Альянс за патріотичну переорієнтацію і творення (англ. Alliance for Patriotic Reorientation and Construction (APRC)) — створена у серпні 1996 року. Лідер — Ях'я Джамме (англ. Yahya Jammeh).
- Народна прогресивна партія (англ. People's Progressive Party (PPP)) — створена у 1959 році. Голова — Омар Джаллов (англ. Omar Jallow). Друкований орган — газета «Гамбіан таймс» (англ. The Gambian Times).
- Народна партія Гамбії (англ. Gambia People's Party (GPP)) — створена у лютому 1986 року. Відокремилась від Народної прогресивної партії. Лідер — Ассан Муса Камара (англ. Hassan Musa Camara).
- Національний альянс за демократію і розвиток (англ. National Alliance for Democracy and development (NADD)) — опозиційна партія, створена у 2005 році. Лідер — Халіфа Саллах (англ. Halifa Sallah).
- Об'єднана демократична партія (англ. United Democratic Party (UDP)) — створена у серпні 1996 року. Лідер і генеральний секретар — Усейну Дарбо (англ. Ousainou Darboe).
- Партія національного конвенту (англ. National Convention Party (NCP)) — створена у 1977 році. Лідер — Ебріма Джанко Саньянг (англ. Ebrima Janko Sanyang).

На парламентських виборах 2 січня 1997 року до парламенту Гамбії пройшли наступні політичні партії:
- Альянс за патріотичну переорієнтацію — 33 місця (67 %);
- Об'єднана демократична партія — 7 місць (14 %) та інші[7].

### Зовнішня політика
21 вересня 1965 року Гамбія прийнята в ООН. Гамбія також входить в Африканський Союз, Рух неприєднання, Економічне співтовариство країн Західної Африки (ЕКОВАС), Організацію ісламського співробітництва (ОІК), Організацію розвитку басейну річки Гамбія, міжнародну організацію країн АКТ і інші. До 2 жовтня 2013 року Гамбія входила до Співдружності Націй на чолі з Великою Британією.

#### Українсько-гамбійські відносини
Уряд Гамбії офіційно визнав незалежність України 2 липня 1999 року, дипломатичні відносини з Україною встановлено того ж дня. Дипломатичних і консульських представництв в Україні не створено, найближче посольство Гамбії, що відає справами щодо України, знаходиться в Берліні (Німеччина). Справами України в Гамбії відає українське посольство в Нігерії.

### Державна символіка
- Державний прапор
- Державний герб
- Державний гімн

## Адміністративно-територіальній поділ
Країна поділяється на 8 районів:
| Провінції  | Площа, км² | Населення, осіб (2024) | Центр          | Дистрикти |
| ---------- | ---------- | ---------------------- | -------------- | --------- |
| Банжул     | 12         | 26461                  | Банжул         | 7         |
| Бассе      | 2070       | 261160                 | Бассе-Санта-Су | 7         |
| Брікама    | 1764       | 1151128                | Брікама        | 9         |
| Жанжабуре  | 1428       | 147412                 | Жанжабуре      | 6         |
| Каніфенг   | 76         | 379348                 | Каніфенг       | 1         |
| Кереван    | 2256       | 248475                 | Кереван        | 7         |
| Кунтаур    | 1467       | 118104                 | Каніфенг       | 5         |
| Мансаконко | 1608       | 90624                  | Манса-Конко    | 6         |

## Збройні сили
Чисельність збройних сил у 1996 році складала 800 військовослужбовців. Загальні витрати на армію склали 4,6 % ВВП країни.

## Економіка

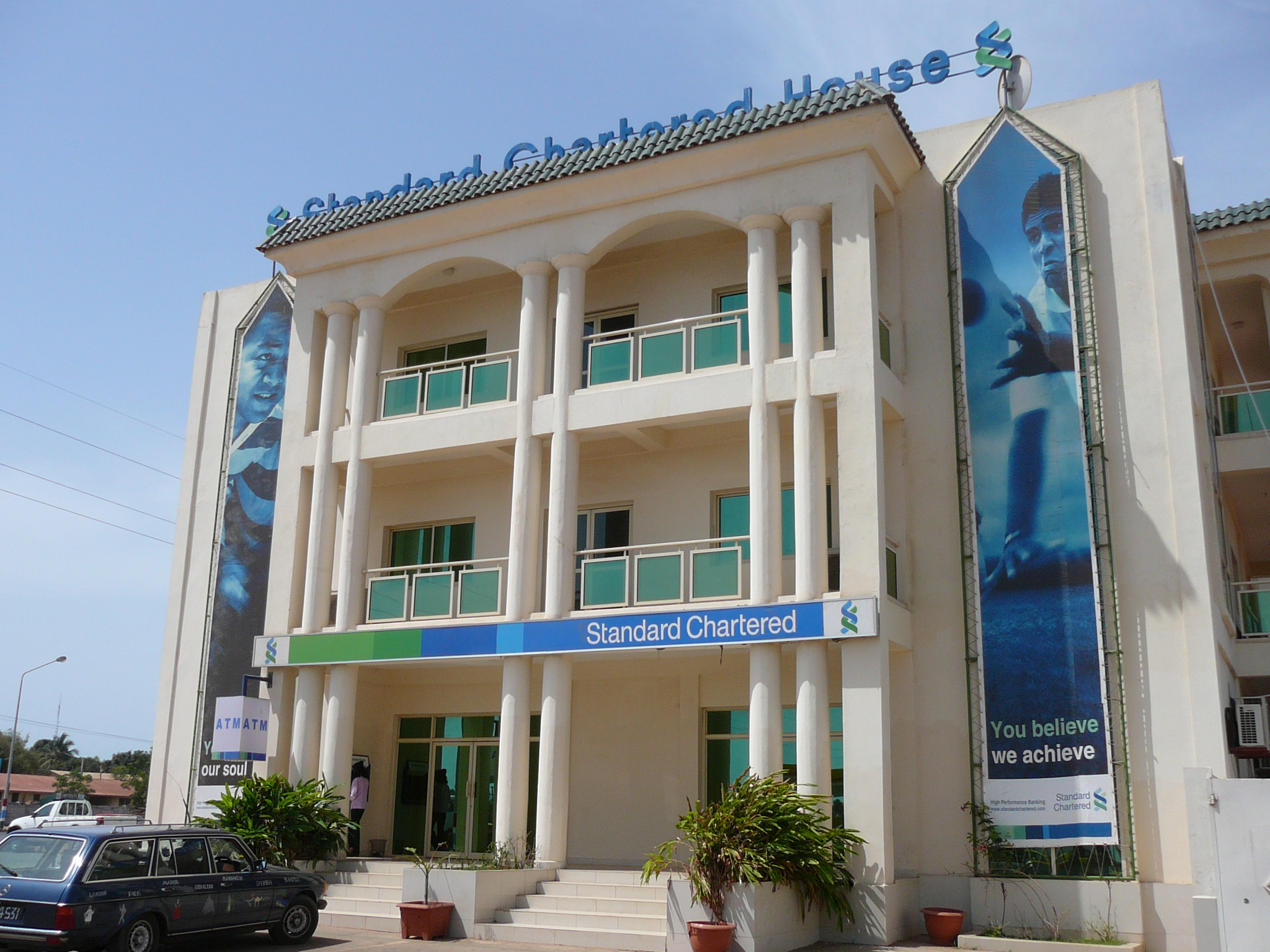
Банк «Standard Chartered» у Банжулі

Гамбія — відстала аграрна країна, належить до групи найбільш економічно відсталих країн африканського континенту. Валовий внутрішній продукт (ВВП) у 2006 році склав 3,3 млрд доларів США (160-е місце в світі); що у перерахунку на одну особу становить 2 тис. доларів (146-е місце в світі). Промисловість разом із будівництвом становить 14 % від ВВП держави; аграрне виробництво разом із лісовим господарством і рибальством — 30,5 %; сфера обслуговування — 55,5 % (станом на 2006 рік). Економічно активне населення становить 777 тис. осіб (2007). Зайнятість активного населення у господарстві країни розподіляється наступним чином: 19 % — промисловість і будівництво; 75 % — аграрне, лісове і рибне господарства; 6 % — сфера обслуговування (станом на 2006 рік).
Надходження в державний бюджет Гамбії за 2006 рік склали 112,7 млн доларів США, а витрати — 155 млн; дефіцит становив 27 %.
Міцні позиції в економіці займає іноземний (головним чином англійський) капітал.

### Валюта
Національною валютою країни слугує даласі (GMD), що складається із 100 бутутів. Введено в обіг 1 липня 1971 року. У 2013 році курс національної валюти до долара США (USD) становив 1 USD = 36,59 GMD.

### Промисловість
Промисловість малорозвинена, частка у ВВП — 12,6 % (станом на 2013 рік). Головні галузі промисловості: харчова, деревообробна і будівельних матеріалів. Працюють підприємства з переробки сільськогосподарської продукції (передусім очищення арахісу, переробка риби й морепродуктів, а також виробництво м'ясних і овочевих консервів, пальмової олії, безалкогольних напоїв і пива). Діють кілька деревообробних, шкіряних, взуттєвих і текстильних фабрик, а також дрібні підприємства з виробництва будматеріалів. Ведуться лісозаготівлі. Приріст виробництва у промисловості в 2013 році становив 3,4 %.

### Гірнича промисловість

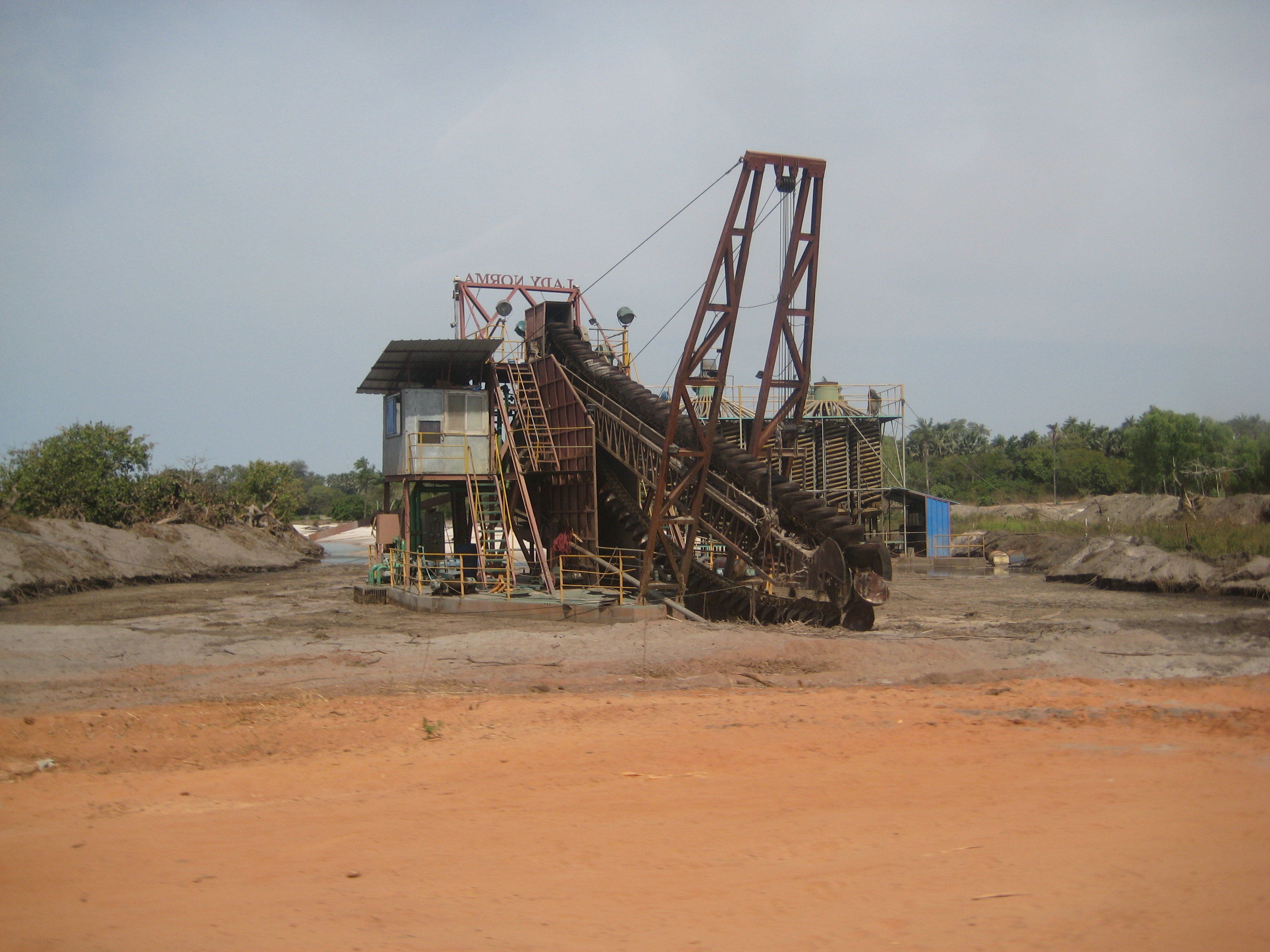
Шахта

Здійснюється промисловий видобуток і первинне збагачення ільменіту (використовується для виплавки титану).

### Енергетика
Енергетична система не розвинена. Електроенергія, що споживається, виробляється на ТЕС (у Банжулі, Барра, Брикамі, Джорджтауні, Каурі, Кунтаурі й Юндумі), які працюють на дизельному паливі.
За 2004 рік було вироблено 145 млн кВт·год електроенергії (експортовано 0 млн кВт·год); загальний обсяг спожитої — 135 млн кВт·год (імпортовано 0 млн кВт·год).
У 2004 році споживання нафти склало 2 тис. барелів на добу, природний газ не використовується для господарських потреб.

### Агровиробництво

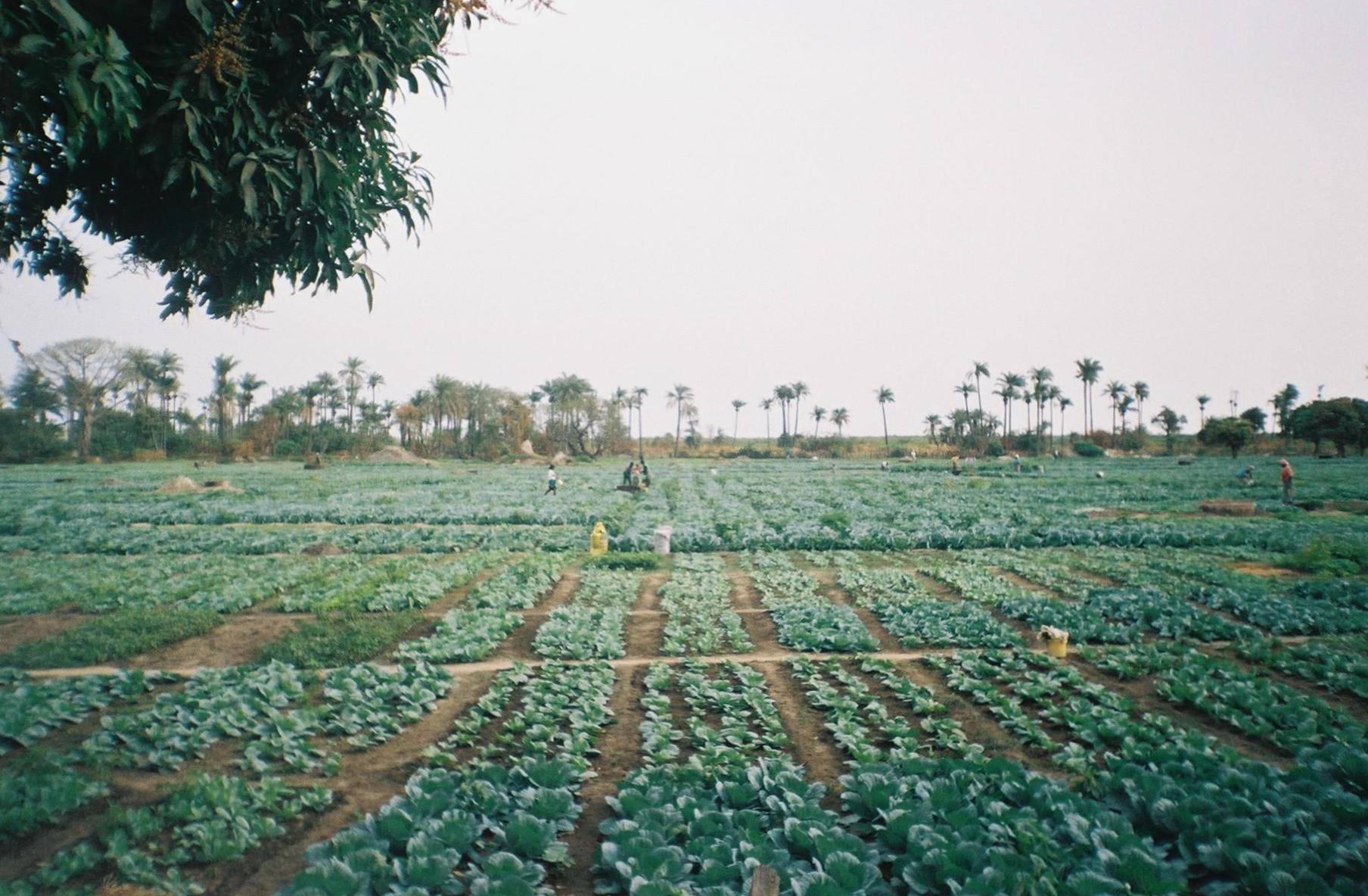
Поле біля міста Бакау

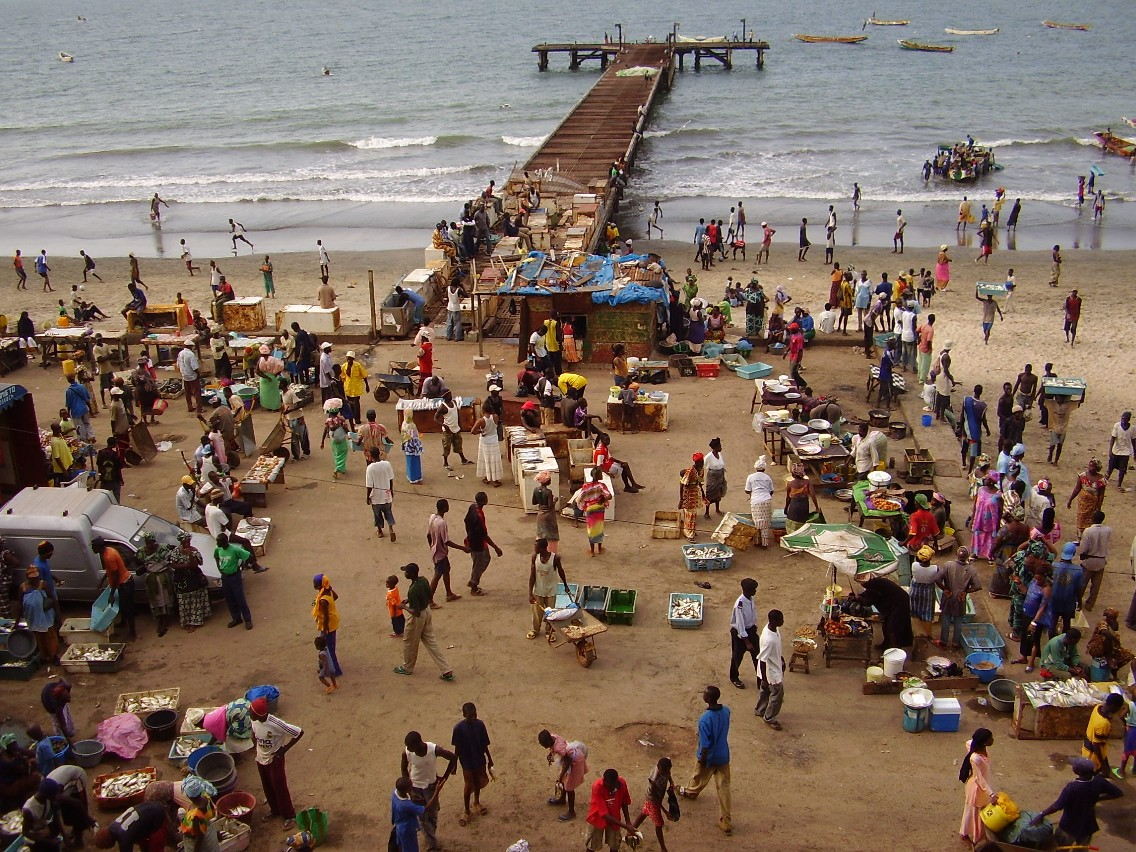
Рибний ринок у Бакау

У сільськогосподарському обробітку знаходиться 38,5 % площі держави. Частка аграрного сектора у ВВП — 19,7 % (2013), у ньому зайнято 540 тис. економічно активного населення країни (2001). Головні сільськогосподарські культури: кукурудза, арахіс (головна експортна культура), рис, просо, сорго, кокоси. У Гамбії вирощують також апельсини, банани, бобові, касаву (маніок), манго, папаю, різноманітну городину та бавовну.
Розвивається тваринництво (розведення великої рогатої худоби, кіз, овець, свиней, віслюків, коней) і птахівництво.
Розвинене морське й річкове рибальство (вилов акули, баракуди, барабульки, бонго (оселедець), зубатки, камбали, макрелі, морського окуня, сардинели, солоро ('тигрова' риба), тарпана, тилапії й тунця). Виловлюються також анчоуси, креветки, лангусти та устриці. Щорічний улов риби й морепродуктів становить близько 30 тис. т. Продукція рибальства приносить країні майже 10 % експортних доходів. У 2004 році приріст виробництва в рибальстві становив 10 %.

### Транспорт

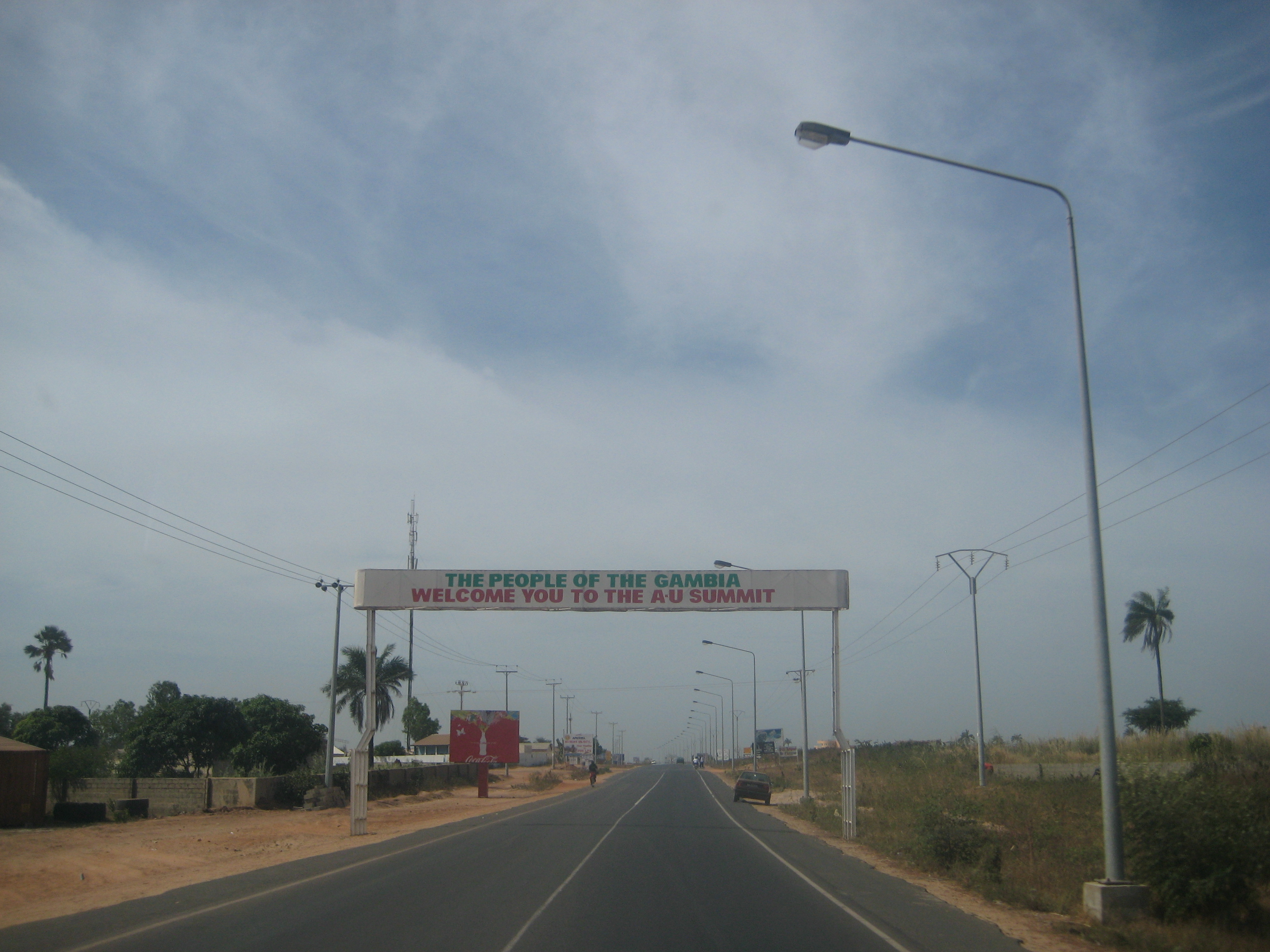
Дорога у Гамбії

Розвиток транспортної інфраструктури є одним із пріоритетних напрямків розвитку економіки. Залізниць немає. Загальна довжина автомобільних доріг становить 3 742 км (з твердим покриттям — 711 км). Частина їх непридатна для експлуатації в сезон дощів (червень-жовтень). Мережа автошляхів пов'язана з автотранспортною системою Сенегалу.
Довжина водних шляхів становить 390 км. Гамбія судноплавна протягом всього року. Торговий флот складається з 4 малотонажних суден та 1 нафтового танкеру (2005). Головний річковий і єдиний морський порт — Банжул.
Єдиний аеропорт (він же міжнародний) розташований у Юндумі (за 27 км від столиці), побудований у 1940-х роках, у 1996 році споруджено новий сучасний термінал.

### Туризм

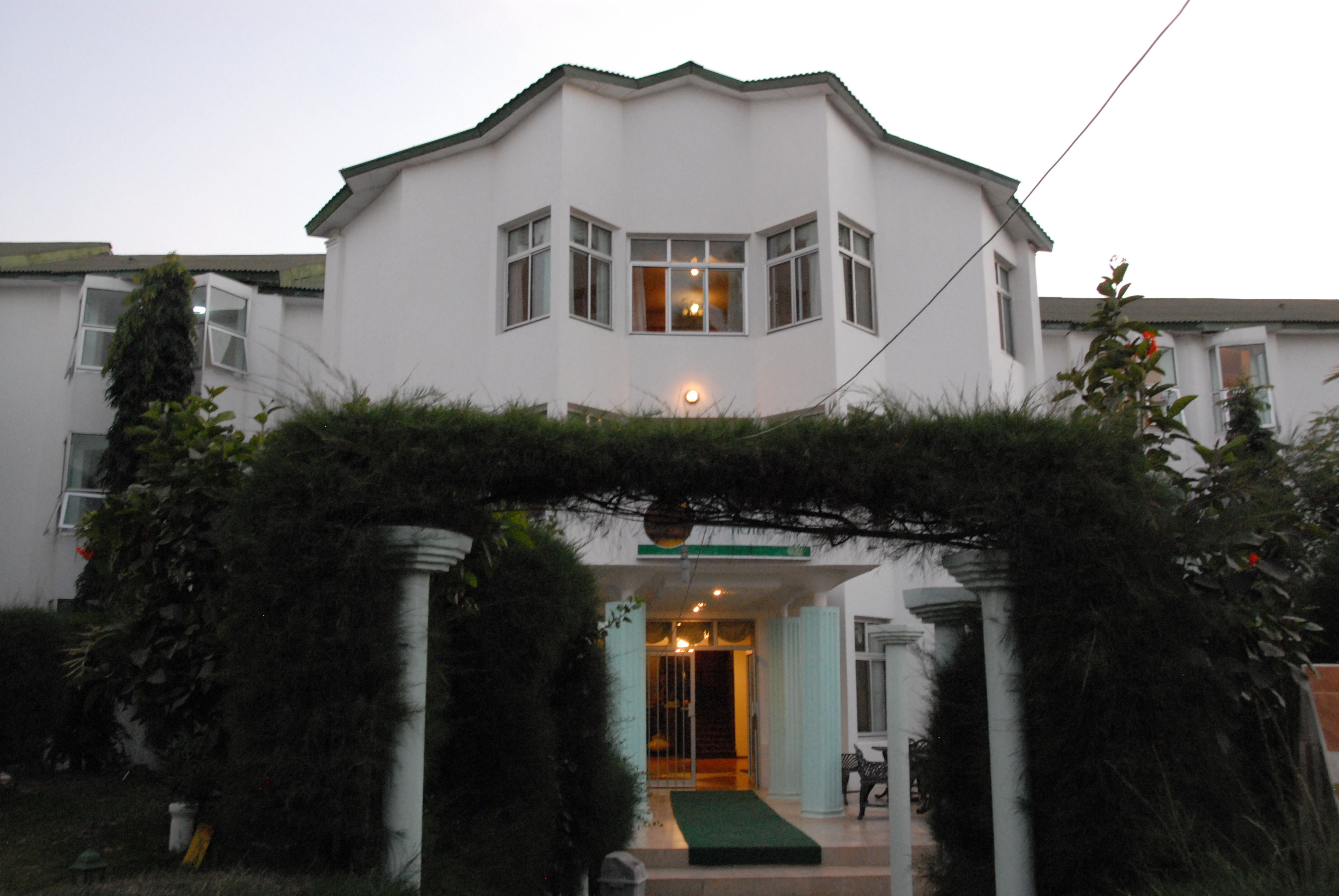
Готель «Paradise»

Одна з основних галузей економіки, розвивається з початку 1970-х років. У 1997 році Гамбію відвідало 80 тис. іноземних туристів, що дало прибуток у 50 млн доларів США.
Іноземних туристів приваблюють можливість відпочинку в комфортабельних готелях (більш ніж 10) на узбережжі Атлантичного океану, багатство орнітофауни й самобутність культури місцевих народів. Найсприятливіший час для відпочинку на курортах Гамбії — листопад-лютий. У 1994 році кількість іноземних туристів сягала 125 тис. осіб.
Однак у середині 1990-х років на розвиток індустрії туризму негативно вплинула політична нестабільність у країні. У 2000 році Гамбію відвідали 78,7 тис. іноземних туристів із Великої Британії (37,6 тис. осіб), Німеччини (12,16 тис. осіб), Нідерландів (9,7 тис. осіб), Швеції, Бельгії та Австрії. З квітня 2005 року розвиваються зв'язки з туроператорами Тайваню. Приріст виробництва у сфері туризму в 2004 році становив 7,4 %. Для залучення туристів із числа африканської діаспори з 1996 року проводиться щорічний «Фестиваль національного коріння».
До найвизначніших пам'яток Гамбії входять чисті піщані пляжі Атлантичного узбережжя та Національний музей Гамбії (Банжул, створений у 1962 році).

### Зовнішня торгівля
Основні торговельні партнери Гамбії: Індія, Китай, Сенегал, Велика Британія, Німеччина, Індонезія, Кот-д'Івуар.
Держава експортує: арахіс, пальмова олія, риба та морепродукти, бавовняне волокно. Основні покупці: Індія (41 %); Велика Британія (18,5 %); Індонезія (8,5 %). У 2006 році вартість експорту склала 130 млн доларів США. Здійснюється реекспорт товарів. Основними покупцями товарів Гамбії в 2012 році стали: Китай (57,1 %), Індія (18,6 %), Німеччина (9,2 %), Італія (8,3 %), Франція (4,6 %).
Держава імпортує: продукти харчування, текстиль, паливо і транспортні засоби. Основні імпортери: Китай (21,5 %); Сенегал (11,5 %); Кот-д'Івауар (8,5 %). У 2006 році вартість імпорту склала 212 млн доларів США. Основними постачальниками товарів у 2012 році стали: Китай (27,6 %), Сенегал (8,5 %), Бразилія (8,1 %) Велика Британія (6,4 %), Індія (6,1 %) і Індонезія (4,1 %).

## Населення

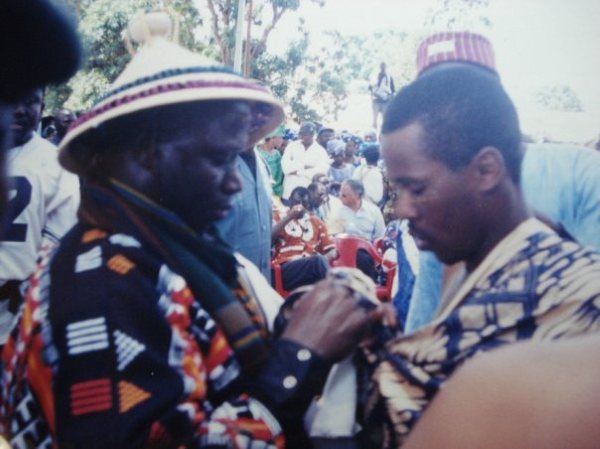
Сепсон Нантон проходить обряд посвячення до народу діола (2000)

Населення держави у 2006 році становило 1,6 млн осіб (143-тє місце в світі). Густота населення: 132 особи/км² (52-е місце в світі). Згідно статистичних даних за 2006 рік, народжуваність становить 39,4 ‰, смертність — 12,3 ‰, природний приріст — 27,1 ‰.
Вікова піраміда населення виглядає наступним чином (станом на 2006 рік):
- Діти віком до 14 років — 44,3 % (0,36 млн чоловіків, 0,36 млн жінок).
- Дорослі (15—64 років) — 53 % (0,43 млн чоловіків, 0,44 млн жінок).
- Особи похилого віку (65 років і старіші) — 2,7 % (0,023 млн чоловіків, 0,022 млн жінок).

### Міграції
На території Гамбії проживають мігранти та біженці з Гвінеї, Гвінеї-Бісау, Мавританії, Малі, Сенегалу і Сьєрра-Леоне. Щорічно для роботи на арахісових полях прибувають близько 10 тис. трудових мігрантів із Сенегалу, Гвінеї-Бісау та інших африканських країн. Відмічається трудова еміграція гамбійців, передусім до Європи і США.

### Урбанізація
Рівень урбанізованості в 2000 році склав 31 %. Головні міста держави: Серекунда (348 тис. осіб), Брикама (83 тис. осіб), Бакау (48 тис. осіб), Банжул (34 тис. осіб) — усі входять до агломерації Великого Банжула.

### Етнічний склад

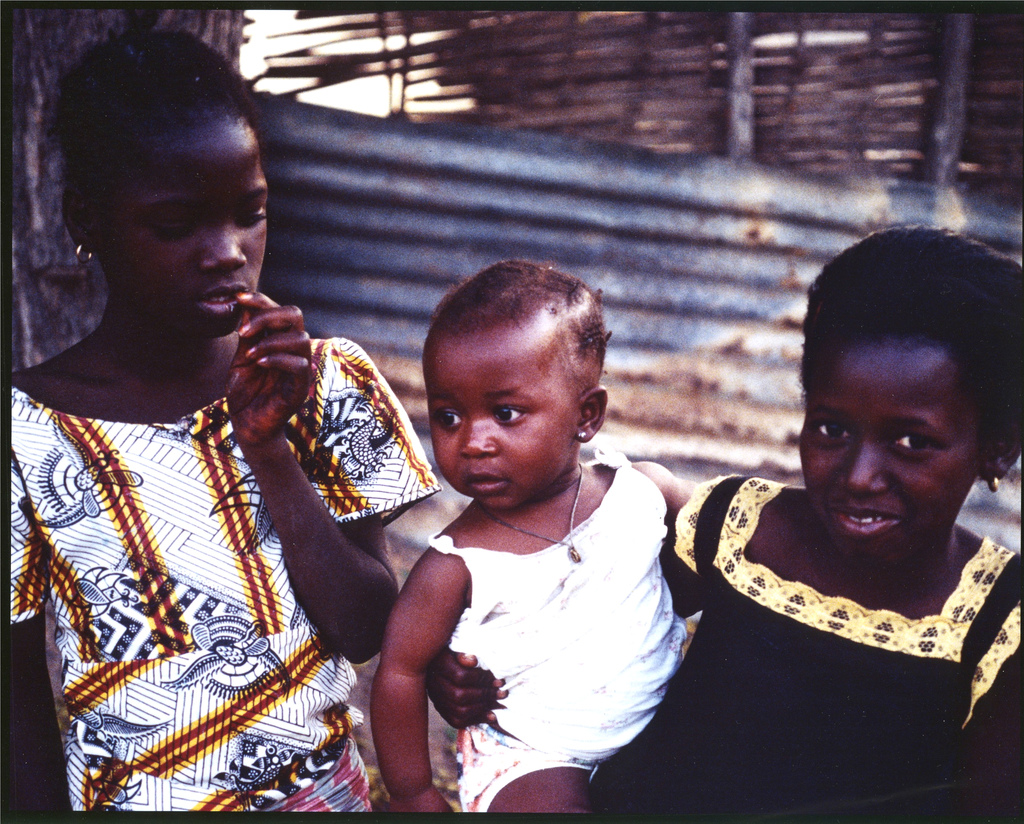
Діти народу мандінка

Гамбія є поліетнічною країною, головні етноси, що складають гамбійську націю: мандінго — 34 %, фульбе — 16 %, волоф — 13 %, діола (10 %), серахули (9 %), а також бамбара, баланте, манджанг, серер, сусу і тукулер. 1 % населення становлять креоли (аку), європейці (переважно англійці), а також вихідці з Лівану та Сирії.

### Мови
Державна мова: англійська. З місцевих мов найпоширенішими мовами є мандінка, фула і волоф.

### Релігії

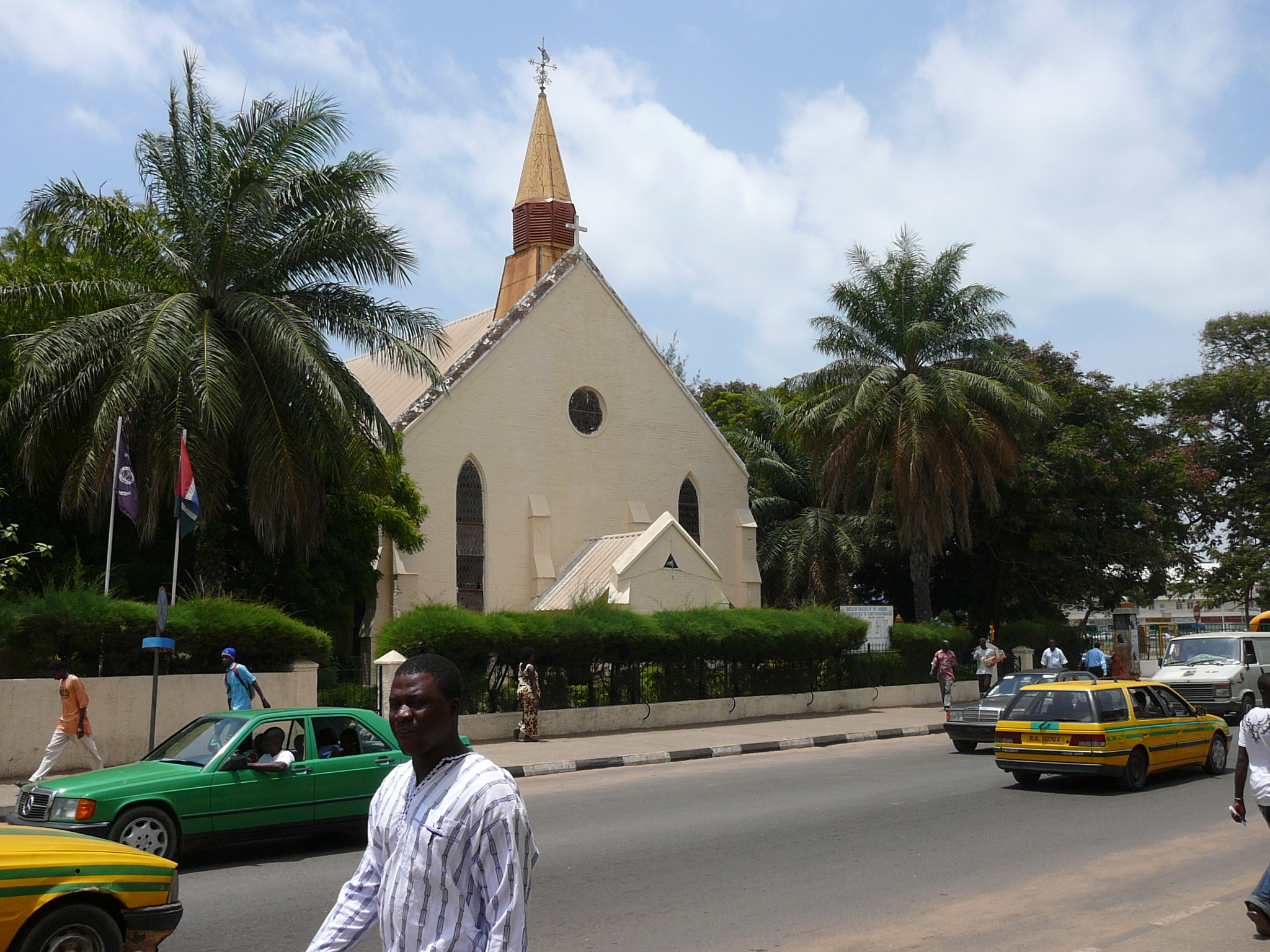
Англіканська церква у Банжулі

Головні релігії держави: іслам — 95,4 % населення, християнство (понад 60 % католики) — 3,7 %. 1 % населення — прихильники традиційних африканських вірувань (анімалізм, фетишизм, культ предків).

### Охорона здоров'я

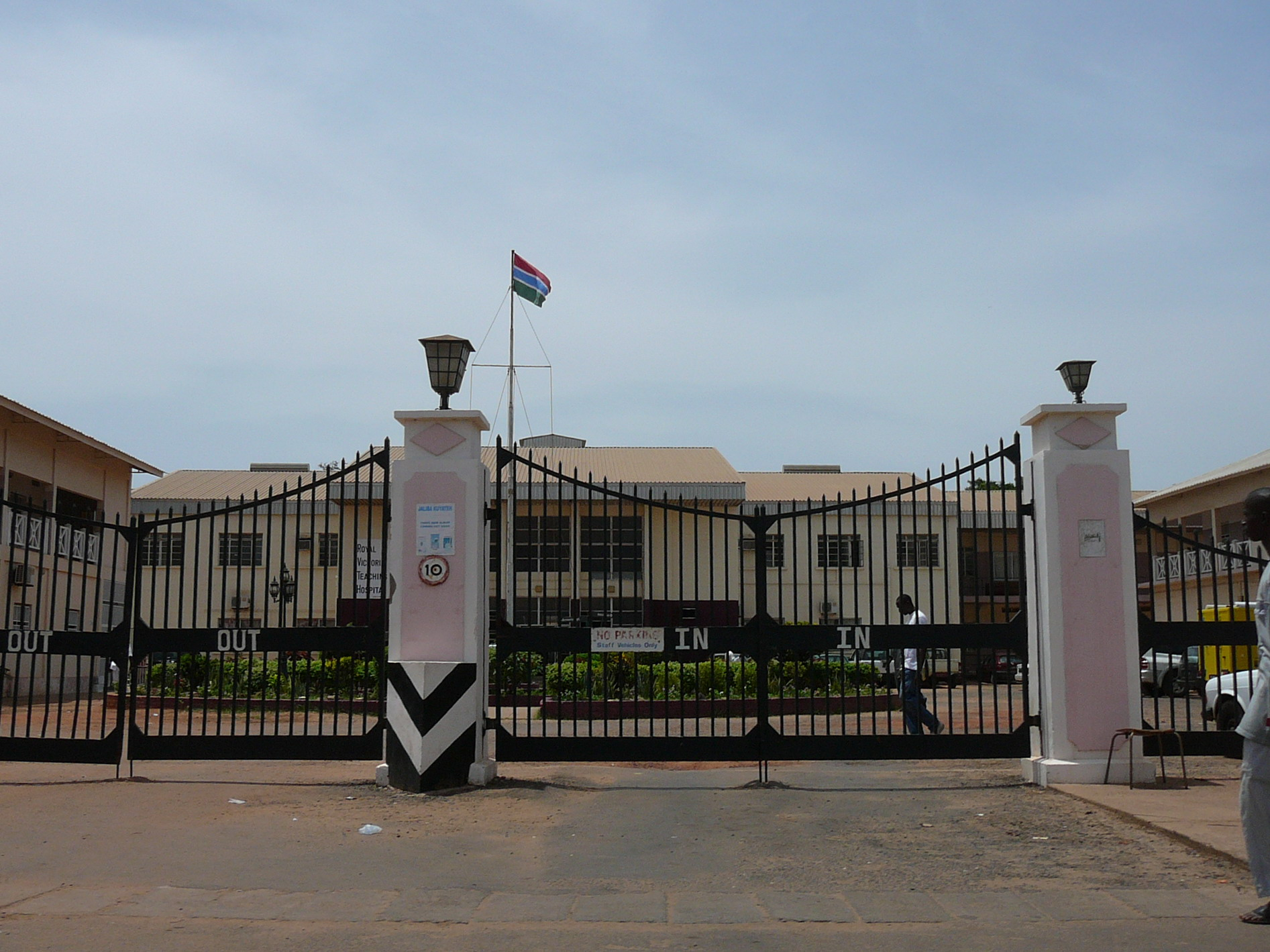
Лікарня у Банжулі

Очікувана середня тривалість життя в 2006 році становила 54,1 року: для чоловіків — 52,3 року, для жінок — 56 років. Смертність немовлят до 1 року становила 72 ‰ (станом на 2006 рік). Населення забезпечене місцями в стаціонарах лікарнях на рівні 1 ліжко-місце на 812 жителів; лікарями — 1 лікар на 17,6 тис. жителів (станом на 1996 рік), 1 лікар на 7,15 тис. жителів (станом на 2001 рік). Витрати на охорону здоров'я становили 4,1 % від ВВП.
У 1993 році 77 % населення було забезпечено питною водою.
У Гамбії існує дуже високий ризик захворювання на інфекційні та паразитарні хвороби, у тому числі на бактеріальну діарею, черевний тиф, паратифи, гепатит А, жовту гарячку, малярію, менінгококову інфекцію, туберкульоз, сонну хворобу, сказ, різноманітні гельмінтози, зокрема шистоматози тощо. Брак доступної чистої питної води призводить до спалахів кишкових інфекційних захворювань. Темпи захворюваності на ВІЛ-інфекцію/СНІД відносно невисокі для Африканського регіону. Зокрема, у 2013 році в країні налічували 13 000 (9 200—18 000) таких хворих.
Кадри лікарів готують за кордоном і в національному університеті. У доповіді ООН про гуманітарний розвиток планети у 2001 році Гамбія знаходилася на 151 місці.

### Освіта

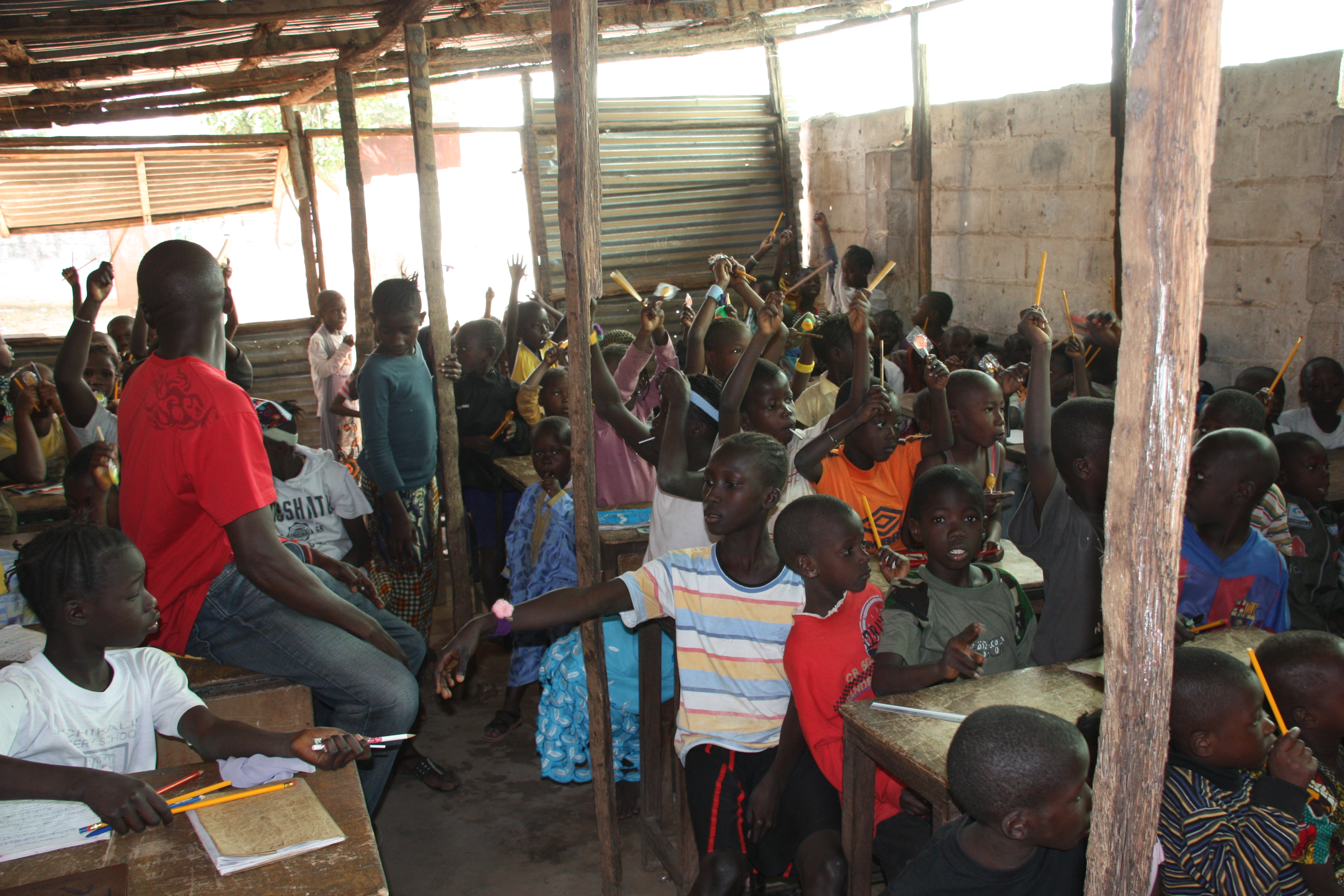
Звичайний клас у сільській школі

Рівень письменності в 2006 році становив 40,1 %: 48 % серед чоловіків, 33 % серед жінок.
Першу школу було відкрито при християнській місії у Батерсті в 1859 році. Початкова освіта (6 років) не є обов'язковою, діти можуть її здобути з 7-річного віку. Навчання у початковій школі — безкоштовне. Середня освіта починається з 13-ти років і проходить у два етапи — 5 і 2 роки. За даним ЮНЕСКО 2001 року, у Гамбії початковою освітою охоплено 69 % дітей відповідного віку (71 % хлопчиків і 66 % дівчаток), а середньою — 29 % дітей (34 % хлопчиків і 23 % дівчаток). Працюють коранічні ісламські школи. У початковій школі викладають близько 4,6 тис. вчителів, у середній — 1,9 тис. вчителів (2000).
До системи вищої освіти входять Університет Гамбії (м. Серекунда, був відкритий у 1999 році, знаходиться під державним контролем) і технічний коледж. До структури Університету Гамбії входять 4 факультети — медичний, аграрний, економічний та факультет гуманітарних наук. З 1997 року на всіх рівнях навчання запроваджено вивчення Корану.

### Інтернет
У 2006 році всесвітньою мережею Інтернет у Гамбії користувались 50 тис. осіб.

## Культура

### Архітектура

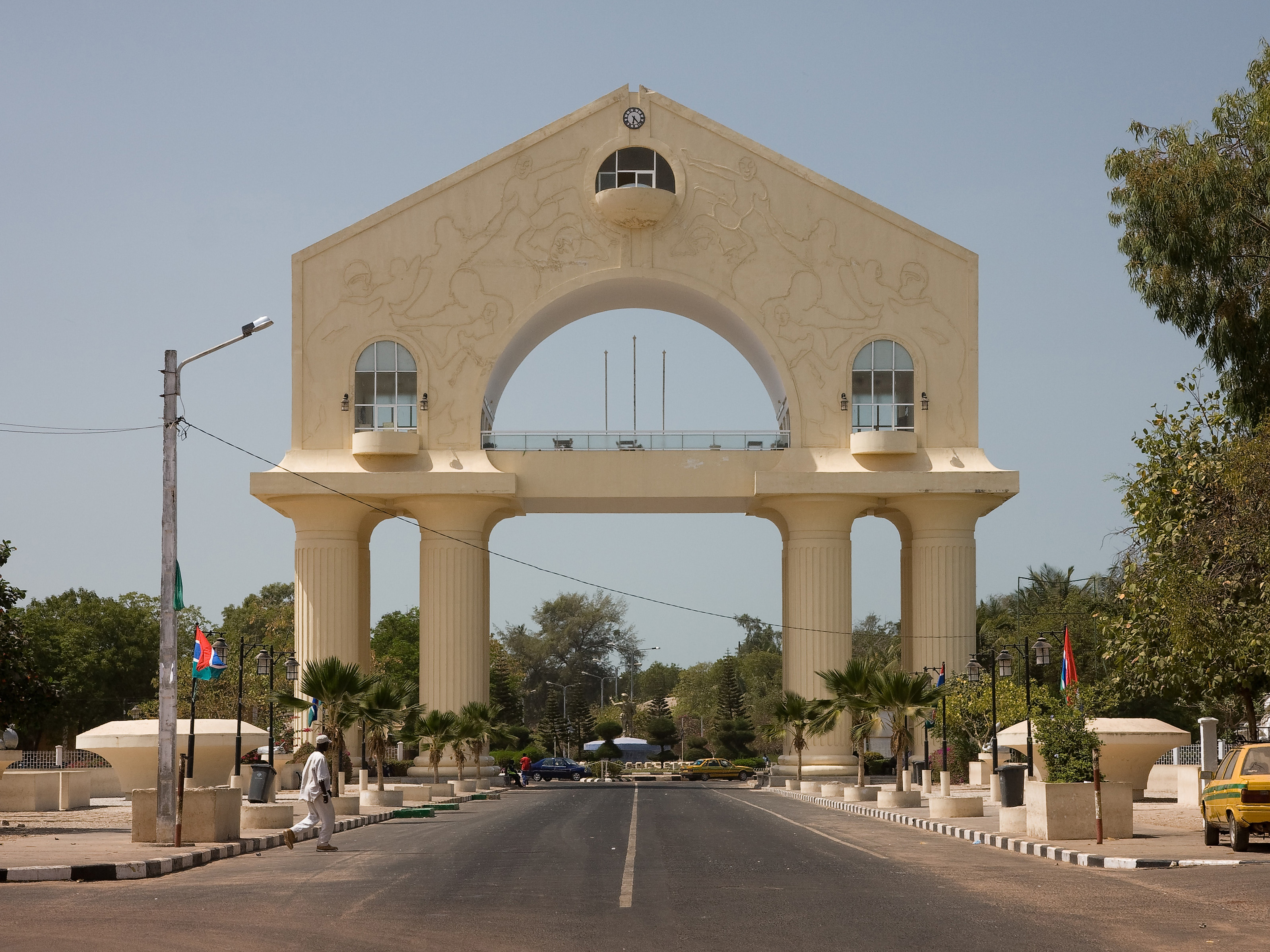
Тріумфальна арка «Arch 22» у Банжулі

Традиційні житла у місцевих народів в основному зустрічаються двох видів. Прямокутні у плані дерев'яні будинки під двохскатним дахом ставляться на каркасі з колод пальми, а круглі глинобитні споруди покриті покрівлею, які мають конічну форму. Як покрівельний матеріал може використовуватися листя пальми, лозини дерев, солома або листове залізо. Як правило, будинки будуються на високому глинобитному підмурівку, а дахи мають великий звис для захисту стін від перегріву. Дерев'яні стовпи, які підтримують покрівлю, часто покриваються різьбленням.
Будинки у сучасних містах і готелі для іноземних туристів будують із цегли, залізобетонних конструкцій та скла. Вулиці столиці та міст на заході країни мають правильне планування.

### Образотворче мистецтво

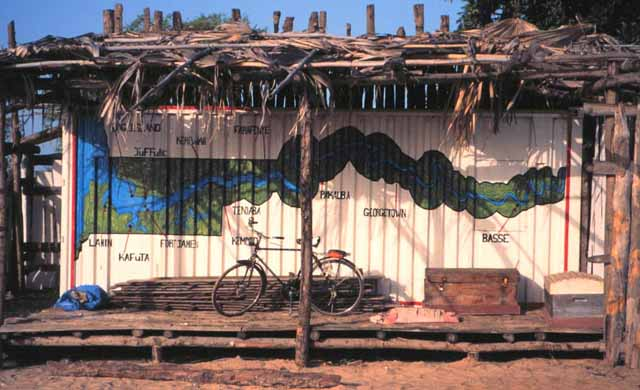
Малюнок мапи Гамбії на стіні будівлі

Зародження образотворчого мистецтва на території сучасної Гамбії розпочалося задовго до н. е. У долині річки Гамбія археологами знайдено залишки керамічних посудин, що датуються 5-м — 4-м тисячоліттями до н. е. У насипних курганах неподалік міста Джорджтауна (VIII—VI ст.ст. до н. е.) знайдено прикраси, зброю та інші предмети із золота, заліза та міді. Деякі знахідки представлено в експозиції Національного музею Гамбії в м. Банжул.
Сучасне образотворче мистецтво почало розвиватися після здобуття країною незалежності. Ім'я художника Момоду Сісея відоме за межами Гамбії — він ілюстрував дитячі книжки про Африку, які виходять у США.
З ремесел та художніх промислів поширені різьблення по дереву (виготовлення статуеток, зоо- та антропоморфних масок, предметів домашнього начиння) і слоновій кістці (браслети, каблучки та сережки), а також плетіння з соломи кошиків та циновок, прикрашених кольоровим орнаментом. Особливою популярністю у іноземних туристів користується продукція майстрів народу волоф — домотканий одяг, прикраси із золота і срібла, а також вироби зі шкіри. Налагоджено виготовлення човнів, які прикрашаються дерев'яними композиціями зооморфного характеру.

### Музика й танці

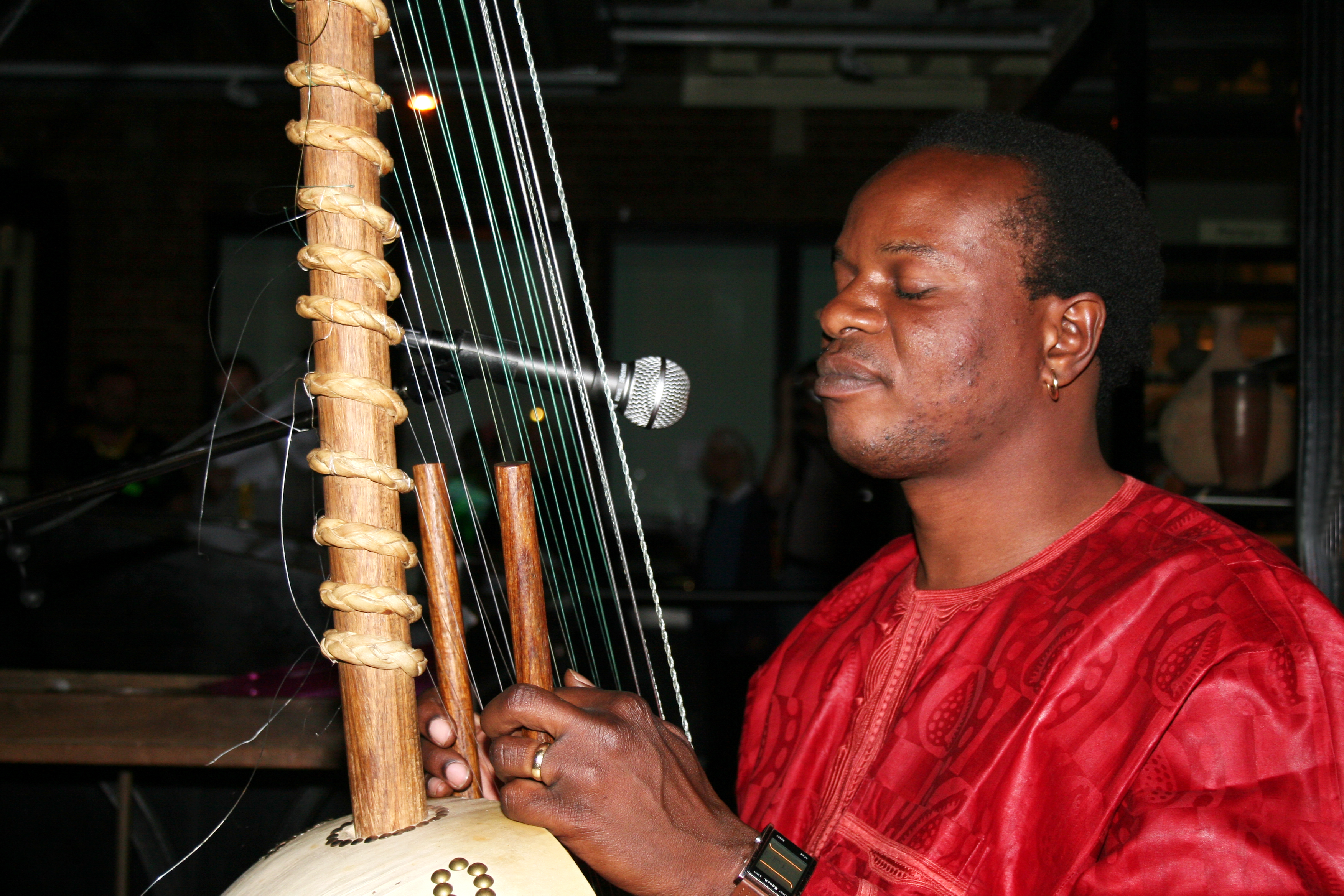
Музикант грає на ко́рі

Національна музика має давні традиції, вона сформувалася на базі музичного мистецтва гріотів. Гра на музичних інструментах, пісні і танці тісно пов'язані з повсякденним життям місцевих народів. У традиційній музиці широко використовуються різноманітні барабани (бантаро, кутіро, памієла, тама) і лютні (коалам, континге, халам, ходду). Музичний інструментарій — арфи (сімбане, болон, сімбінг), бало (ксилофон), гнугнур (струнний), кора, музична стріла, нгаринья (трубчатий дзвоник), ньяаньюру (скрипка), брязкальця (лала, хорді), роги, тріскачки та флейти. Матеріалом для виготовлення музичних інструментів служать шкіри тварин і рептилій, метал, гарбузи і роги тварин. Гра на музичних інструментах існує як окремий жанр і як акомпанемент. Розвинутий спів, який є обов'язковою складовою частиною численних ритуалів та свят. У діола широко поширений хоровий спів. У піснях народу волоф помітний вплив арабської музики. На розвиток музичної культури істотно впливає іслам.
У 1977 році до СРСР приїжджав із гастролями Національний ансамбль Гамбії. Популярні музиканти і виконавці — Бакарі Маронг, Віки Бекай і Келефа Саане (гріот).

### Наука
У Гамбії працюють два НДІ з дослідження проблем у галузі медицини, а також наукове орнітологічне товариство.